# Episodi di Nancy, Sonny & Co. (terza stagione)
La terza stagione della serie televisiva Nancy, Sonny & Co. è stata trasmessa in anteprima negli Stati Uniti d'America in syndication tra il 28 settembre 1985 e il 24 maggio 1986.
| nº | Titolo originale         | Titolo italiano | Prima TV USA      | Prima TV Italia |
| -- | ------------------------ | --------------- | ----------------- | --------------- |
| 1  | Harassed                 |                 | 28 settembre 1985 |                 |
| 2  | Cassie's Cowboy          |                 | 5 ottobre 1985    |                 |
| 3  | Amy Big Girl Now         |                 | 12 ottobre 1985   |                 |
| 4  | Desperate Hours          |                 | 19 ottobre 1985   |                 |
| 5  | I Write the Songs        |                 | 26 ottobre 1985   |                 |
| 6  | Jan's Engagement         |                 | 2 novembre 1985   |                 |
| 7  | From Russia with Love    |                 | 9 novembre 1985   |                 |
| 8  | The Prom Show            |                 | 16 novembre 1985  |                 |
| 9  | The Wedding Show         |                 | 23 novembre 1985  |                 |
| 10 | Hail to the Chef         |                 | 21 dicembre 1985  |                 |
| 11 | Eleven Angry Men and Dot |                 | 28 dicembre 1985  |                 |
| 12 | Gender Gap               |                 | 11 gennaio 1986   |                 |
| 13 | Jealous Wife             |                 | 18 gennaio 1986   |                 |
| 14 | The Doctor Danny Show    |                 | 1º febbraio 1986  |                 |
| 15 | Jewel Heist              |                 | 15 febbraio 1986  |                 |
| 16 | The Jerks                |                 | 22 febbraio 1986  |                 |
| 17 | Oddest Couple            |                 | 1º marzo 1986     |                 |
| 18 | Dot's Puppy              |                 | 12 aprile 1986    |                 |
| 19 | Dinner with Deedee       |                 | 3 maggio 1986     |                 |
| 20 | Jump                     |                 | 10 maggio 1986    |                 |
| 21 | America's Sweetheart     |                 | 17 maggio 1986    |                 |
| 22 | Mann Act                 |                 | 24 maggio 1986    |                 |